# Глобальный Север и Глобальный Юг

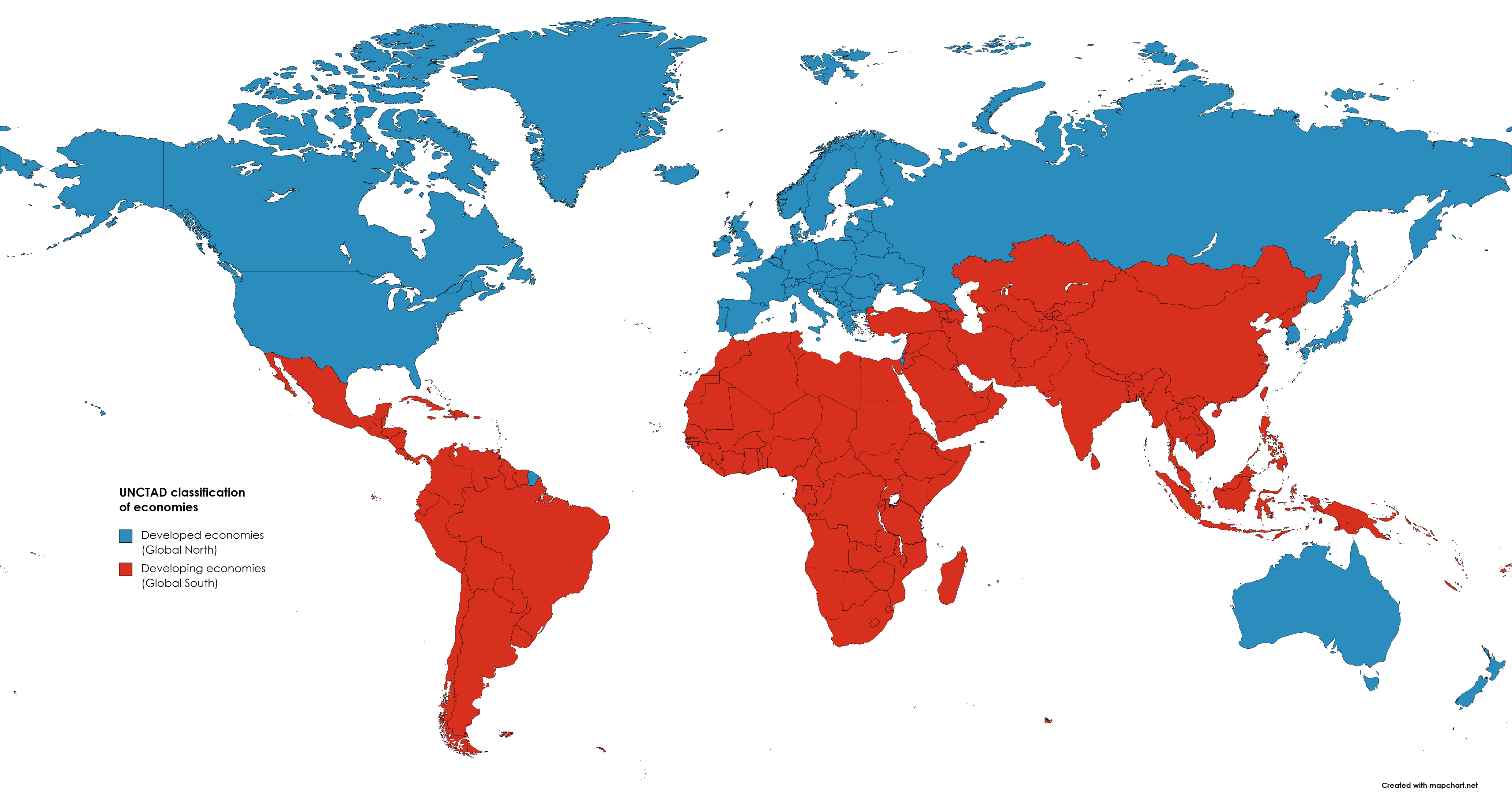
Экономическая классификация стран мира по ЮНКТАД: Глобальный Север (т.е. развитые страны) выделен синим цветом, а Глобальный Юг (т.е. развивающиеся страны и наименее развитые страны) выделен красным.

ВВП на душу населения по ППС за 2023 год в различных странах мира.

Оппозиция севера и юга — эмпирическое деление мира на богатые северные и бедные южные страны, глобальное противоречие между развитыми и развивающимися странами.
Среднедушевые доходы 20 наиболее богатых государств мира в 37 раз превышают соответствующий показатель 20 беднейших государств, причём за последние 40 лет этот разрыв удвоился. По оценкам аналитиков Программы развития ООН, на начало XXI века совокупное богатство 225 богатейших людей планеты превышало 1 трлн долларов, что равнялось ежегодному доходу 2,5 млрд бедняков, составляющих 47 % населения мира. Доходы 500 богатейших людей в мире из перечня журнала «Forbes» превышают общий доход 416 млн беднейших людей мира.
По оценкам Программы развития ООН, доля богатейших государств в мировом ВВП составляет 86 %, доля средних — 13 %, а на долю беднейших приходится лишь 1 %. Различные значения темпов экономического роста приводят к увеличению разрыва между богатыми и бедными государствами. Например, в 1960-е годы уровень среднедушевого дохода в среднестатистической латиноамериканской стране составлял примерно одну треть дохода среднестатистической развитой страны, сегодня он составляет менее 20 %. В 1960-е годы доход типичной развивающейся страны составлял примерно 12 % от дохода типичной развитой страны, сейчас этот показатель приближается к 5 %.
Высокопотребляющие граждане Глобального Севера несут непропорционально большую ответственность за нагрузку на ресурсы планеты, по сравнению с гражданами Глобального Юга.

## Глобальные различия

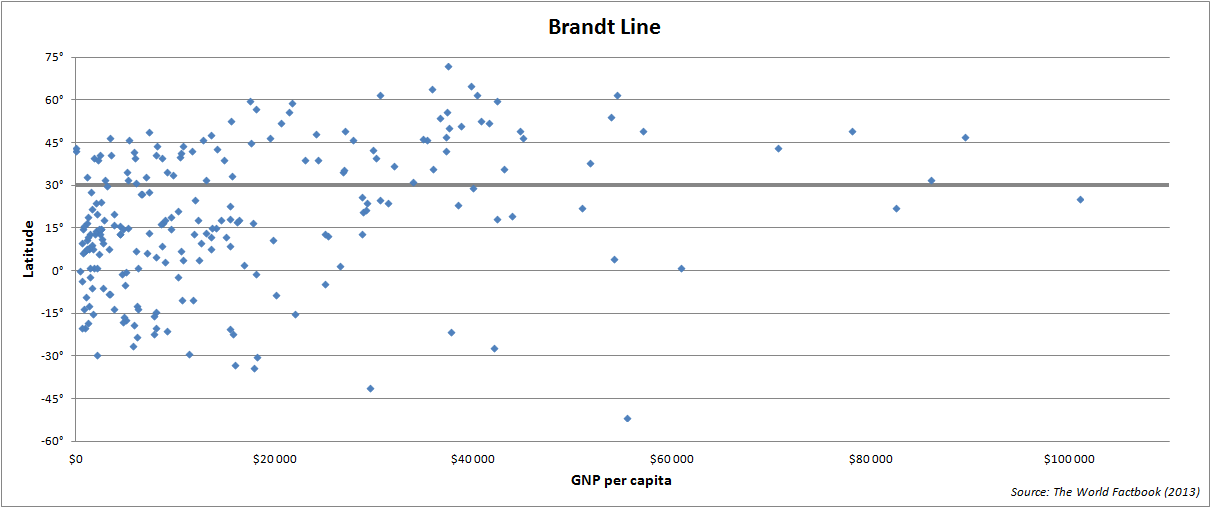
Средние широты стран и их ВВП на душу населения согласно «The World Factbook» (2013). Жирным выделена линия Брандта.

Неравенство в уровне развития «глобального Севера» и «глобального Юга» приводит к тому, что основным направлением трудовой миграции в мире является миграция с Юга на Север.
Неравенство в уровне развития «глобального Севера» и «глобального Юга» многие исследователи называют в качестве причины роста антиамериканизма и ненависти к западной цивилизации в целом, причины популярности исламского фундаментализма и распространения исламистского терроризма.
Политолог Ф. И. Гобозов в 2001 году предполагал, что рост поляризации между богатыми и бедными государствами ведёт к росту национализма, Гобозов уточняет, что бедные народы пытаются сформировать собственные государственные образования, надеясь тем самым поднять национальную экономику и получить подлинную независимость, как и развитые государства стремятся к национальному обособлению.
В Bloomberg отмечалось, что во время холодной войны распространёнными были прокси-конфликты: Москва и Вашингтон, поддерживая партнеров на местах, пускали друг другу кровь в конфликтах, которые опустошали Глобальный Юг.
Джованни Арриги отмечал, что в 1980-х произошла «большая бифуркация внутри самого Юга, где дела в Восточной Азии идут очень хорошо, в Южной Африке дела идут очень плохо, а другие регионы находятся где-то посередине».

## Внутрирегионально
Разрыв между индустриальным севером и аграрным югом часто наблюдается внутри отдельных стран. Типичные примеры:
- Южная Италия и Падания;
- Фландрия и Валлония;
- Каталония, Страна Басков и остальная Испания;
- Новая Англия и юго-восточные штаты США;
- Польша А и Б;
- Север и Юг Англии[11].

Разрыв между северными и южными регионами заметен также в Мексике, Франции, Ираке и так далее. В Южном полушарии «наоборот» эти различия заметны внутри ЮАР, Аргентины, Австралии и так далее.
Исторически, еще опираясь на Тацита в Европе отмечалось противостояние римского Юга и германского Севера (см. Германия (Тацит)).
Впоследствии это разделение также проявится: как отмечается согласно историку питания Массимо Монтанари, "северяне" или "германцы" предстанут как прожорливые, много пьющие, предпочитающие мясо всем остальным блюдам, и они противопоставляются "южанам" - умеренным в еде и питье вегетарианцам.

## Запад — Восток
Кроме контрастов между севером и югом, некоторые экономисты выделяют различия по линии запад—восток, заметные внутри некоторых государств: Западная и Восточная Германия, Западная и Восточная Венгрия, Западная Белоруссия, Европейская часть России, СССР и СНГ, в приведённых случаях сравнение складывается не в пользу востока. Однако, в отличие от объективно наблюдаемой эмпирической закономерности Север-Юг, она не может быть применена ко всему миру, поскольку одинаково многочисленны противоположные примеры Восток-Запад — Китай, Парагвай, Бразилия, Австралия, Украина и Канада, в каждой из этих стран восточная часть более населена и экономически развита.